# HAM-12mm
A 12 mm-es amatőrsáv a centiméteres hullámú tartományban lévő rádióhullám, rádióamatőrök számára kijelölt sáv. A kijelölt frekvenciatartomány: 24000 – 24250 MHz.

## Terjedési sajátosságai
A 12 mm-es amatőrsáv a centiméteres hullámú rádiófrekvenciás tartományban van, ezért leginkább a centiméteres  hullámokra jellemző terjedési tulajdonságai vannak.
Ezen a sávon a hullámok terjedését a sűrű eső vagy erős hózápor csillapítja.
- direkt terjedés

## A 12 mm-es amatőrsávra vonatkozó nemzetközisávterv[3]
| ITU 1                                                                            | ITU 2 | ITU 3 |
| -------------------------------------------------------------------------------- | ----- | ----- |
| 24–24,05 GHz 1. AMATŐR 2. MŰHOLDAS AMATŐR 5.150                                  |       |       |
| 24,05–24,25 GHz 1. RÁDIÓLOKÁCIÓ 2. Amatőr 3. Műholdas Föld-kutatás (aktív) 5.150 |       |       |

- 5.150 - 24−24,25 GHz (sávközépi frekvencia 24,125 GHz) ipari, tudományos és orvosi (ISM) alkalmazások céljaira is igénybe vehetők. Az e sávokban üzemelő rádiótávközlési szolgálatok kötelesek eltűrni az ilyen alkalmazások által esetleg okozott káros zavarást. Ezekben a sávokban az ISM berendezések a 15.13 Bekezdés rendelkezéseiben rögzített feltételek mellett üzemelhetnek.

## A sávblokk Magyarországon érvényessávterve[4]
| 24–24,05 GHz                  | 24–24,05 GHz | 24–24,05 GHz | 24–24,05 GHz                  | 24–24,05 GHz                                      | 24–24,05 GHz                             | 24–24,05 GHz                  | 24–24,05 GHz           |
| A                             | B            | C            | D                             | E                                                 | F                                        | G                             | H                      |
| ----------------------------- | ------------ | ------------ | ----------------------------- | ------------------------------------------------- | ---------------------------------------- | ----------------------------- | ---------------------- |
| AMATŐR                        | 5.150        | P            | 1                             | K                                                 | Amatőrrádiózás                           | ECC/REC/(02)01 MSZ EN 301 783 | 3. melléklet 7. pont   |
| MŰHOLDAS AMATŐR               | 5.150        | P            | 1                             | K                                                 | Műholdas amatőrrádiózás                  | ECC/REC/(02)01 MSZ EN 301 783 | 3. melléklet 7. pont   |
|                               |              | PN           |                               |                                                   | SRD                                      |                               | 3. melléklet 9.1. pont |
| 3                             | K            | PN           | Általános alkalmazások        | 3. melléklet 9.2.2. pont                          |                                          |                               |                        |
| 3                             | K            | PN           | TTT alkalmazások              | 3. melléklet 9.6.1. pont                          |                                          |                               |                        |
| 5.150                         | -            | PN           | Ü                             | ISM alkalmazások                                  |                                          |                               |                        |
| 24,05–24,25 GHz               |              |              |                               |                                                   |                                          |                               |                        |
| RÁDIÓLOKÁCIÓ                  | 5.150 NJE    | E            | 1                             | K                                                 | Rádiólokációs rendszerek                 |                               |                        |
| RÁDIÓLOKÁCIÓ                  | 5.150 NJE    | E            | 1                             | K                                                 | Katonai rádiólokációs rendszerek         |                               |                        |
| Amatőr                        | 5.150        | P            | 2                             | K                                                 | Amatőrrádiózás                           | ECC/REC/(02)01 MSZ EN 301 783 | 3. melléklet 7. pont   |
| Műholdas Föld-kutatás (aktív) | 5.150        | P            | 2                             | K                                                 | Aktív műholdas Föld-kutatás alkalmazásai |                               |                        |
|                               |              | PN           |                               |                                                   | SRD                                      |                               | 3. melléklet 9.1. pont |
| 3                             | K            | PN           | Általános alkalmazások        | 3. melléklet 9.2.1. pont 3. melléklet 9.2.2. pont |                                          |                               |                        |
| 3                             | K            | PN           | TTT alkalmazások              | 3. melléklet 9.6.1. pont                          |                                          |                               |                        |
| 3                             | K            | PN           | Rádiómeghatározó alkalmazások | 3. melléklet 9.7.1. pont 3. melléklet 9.7.2. pont |                                          |                               |                        |
| 5.150                         | -            | PN           | Ü                             | ISM alkalmazások                                  |                                          |                               |                        |

- Az A oszlop meghatározza az adott sávhoz rendelt egyes rádiószolgálatokat
- A B oszlop meghatározza a vonatkozó lábjegyzetet, a harmonizált katonai sávra
- A C oszlop meghatározza a polgári, a nem polgári vagy az együttes célú használatra történő felosztást. A polgári célú felosztást P, a nem polgári célút N és az együttes célút E jelöli.
- A D oszlop meghatározza az alkalmazás jellegét. Az elsődleges jelleget 1-es, a másodlagos jelleget 2-es, a harmadlagos jelleget 3-as szám jelöli.
- Az E oszlop meghatározza az alkalmazás használatbavételi lehetőségét. A kijelölt kategóriát K, a tervezett kategóriát T jelöli.
- Az F oszlop meghatározza az alkalmazás megnevezését.
- A G oszlop tartalmazza a vonatkozó nemzetközi és hazai dokumentumokra hivatkozásokat
- A H oszlop tartalmazza a frekvenciasávok használata során alkalmazandó további rádióspektrum-gazdálkodási követelményeket és jellemzőket, valamint sávhasználati feltételeket.

## Felosztása[5]
| Frekvenciatartomány (Hz) | Frekvenciatartomány (Hz) | Használható adóteljesítmény (W) | Használható adóteljesítmény (W) | Használható adóteljesítmény (W) | Használható sávszélesség (Hz) | Üzemmód/felhasználás                                                                                          | Engedélyezett adásmód | Engedélyezett adásmód | Engedélyezett adásmód |
| Kezdete                  | Vége                     | Kezdő                           | CEPT                            | HAREC                           | Használható sávszélesség (Hz) | Üzemmód/felhasználás                                                                                          | Kezdő                 | CEPT                  | HAREC |
| ------------------------ | ------------------------ | ------------------------------- | ------------------------------- | ------------------------------- | ----------------------------- | --- | --------------------- | --------------------- | --- |
| 24000000000              | 24048000000              | 0                               | 0                               | 30                              |                               | Bármely adásmód - 24048200000 - Szélessávú módok aktivitásközepe                                              |                       |                       | A1A, A1B, A1C, A1D, A2A, A2B, A2C, A2D, A3C, A3E, F1A*, F1B, F1C, F1D, F2A*, F2B, F2C, F2D, F3C, F3E, F3F, J2A, J2B, J2C, J2D, J2E, J3C, J3E, J3F, R3E |
| 24048000000              | 24048750000              | 0                               | 0                               | 30                              | 2700                          | Bármely keskenysávú adásmód - Keskenysávú műholdas összeköttetések - 24048200000 - Keskenysávú aktivitásközép |                       |                       | A1A, A1B, A1C, A1D, A2A, A2B, A2C, A2D, A3C, F1A, F1B, F1C, F1D, F2A, F2B, F2C, F2D, F3C, F3E, F3F, J2A, J2B, J2C, J2D, J2E, J3C, J3E, R3E             |
| 24048750000              | 24048800000              | 0                               | 0                               | 30                              | 2700                          | Helyi jeladók                                                                                                 |                       |                       | A1A, A1B, A1C, A1D, A2A, A2B, A2C, A2D, A3C, F1A, F1B, F1C, F1D, F2A, F2B, F2C, F2D, F3C, F3E, F3F, J2A, J2B, J2C, J2D, J2E, J3C, J3E, R3E             |
| 24048800000              | 24049000000              | 0                               | 0                               | 30                              |                               | IBP |                       |                       | A1A, A1B, A1C, A1D, A2A, A2B, A2C, A2D, A3C, F1A, F1B, F1C, F1D, F2A, F2B, F2C, F2D, F3C, F3E, F3F, J2A, J2B, J2C, J2D, J2E, J3C, J3E, R3E             |
| 24049000000              | 24050000000              | 0                               | 0                               | 30                              | 2700                          | Keskenysávú műholdas összeköttetések                                                                          |                       |                       | A1A, A1B, A1C, A1D, A2A, A2B, A2C, A2D, A3C, F1A, F1B, F1C, F1D, F2A, F2B, F2C, F2D, F3C, F3E, F3F, J2A, J2B, J2C, J2D, J2E, J3C, J3E, R3E             |
| 24050000000              | 24250000000              | 0                               | 0                               | 30                              |                               | Bármely adásmód                                                                                               |                       |                       | A1A, A1B, A1C, A1D, A2A, A2B, A2C, A2D, A3C, F1A, F1B, F1C, F1D, F2A, F2B, F2C, F2D, F3C, F3E, F3F, J2A, J2B, J2C, J2D, J2E, J3C, J3E, R3E             |

## Gyakorlati felhasználása
A hullámhossz méretéből adódóan már kis méretben is készíthetőek nagy nyereségű antennák, így lehetőség van kísérletezni műholdas kommunikációval.
Amatőr használatra széles sáv került kijelölésre, így lehetőség van szélessávú üzemmódok használatára.
A sáv használata kevéssé elterjedt, mivel csak drágább készülékekbe van beleépítve ennek a sávnak a használati lehetősége. Saját készülék építése erre a sávra nagy gyakorlatot igényel, valamint ezen a frekvencián megbízható alkatrészek beszerzése is költséges.

### Magyarországi jeladók
| Hívójel | Frekvencia [MHz] | QTH/Név | QTH Lokátor | Mod | ASL | AGL | Antenna | P | Telj. [W] |
| ------- | ---------------- | ------- | ----------- | --- | --- | --- | ------- | - | --------- |
| HG3BSC  | 24048,920        | Tubes   | JN96CC      | A1A | 603 | 50  | Slot    | H | 0,80      |